# Петрелоза (Салерно)
Петрелоза је насеље у Италији у округу Салерно, региону Кампанија.
Према процени из 2011. у насељу је живело 23 становника. Насеље се налази на надморској висини од 349 м.